# بقایای قلعه جوق
بقایای قلعه جوق مربوط به دوره ساسانیان تا آواخر دوره سلجوقیان است و در استان ایلام  شهرستان ملکشاهی، دهستان گچی، ۱۰۰ متری شمال غربی روستای قلعه جوق واقع شده و این اثر در تاریخ ۲۲ آبان ۱۳۸۶ با شمارهٔ ثبت ۱۹۹۲۱ به‌عنوان یکی از آثار ملی ایران به ثبت رسیده است.